# Karabinek-granatnik wz. 1960
A Karabinek-granatnik wzór 1960 (1960-as karabély-gránátvető modell) az AK–47 lengyel változata, amely képes puskagránátok kilövésére is.
A gránátvetőt a puskacső elülső végébe kellett belecsavarni. A gránátvető irányzékát a hátsó irányzék helyére rögzítették. A gázkiömlő furat jobb oldalán egy szelepet helyeztek el, amivel a gránát kilövésekor keletkezett gázokat a fegyverben tarthatták.
Mikor gránátlövésre használták a fegyvert, egy speciális gumipárnát erősítettek fel a puskatusára és egy speciális 10 töltényes tárat helyeztek be. A tár különlegessége az volt, hogy hagyományos, lövedékes töltényt nem lehetett belerakni. A fegyvernek készült egy hagyományos, puskagránát kilövésére nem alkalmas változata is.

## Lásd még
- AK–47
- AMP–69

## Fordítás
- Ez a szócikk részben vagy egészben  a   Kbkg wz. 1960 című angol Wikipédia-szócikk ezen változatának fordításán alapul.  Az eredeti cikk szerkesztőit annak laptörténete sorolja fel. Ez a jelzés csupán a megfogalmazás eredetét és a szerzői jogokat jelzi, nem szolgál a cikkben szereplő információk forrásmegjelöléseként.